# Fischerbach
Fischerbach es un municipio de unos 1.700 habitantes en el distrito de Ortenau en Baden-Wurtemberg, Alemania. Está ubicado en la Selva Negra Central. El territorio municipal se extiende de la orilla del río Kinzig a 220 m s. n. m. hasta la cima del monte Brandenkopf a 945 m s. n. m. El "Arroyo de Pescadores" (Fischerbach) es un afluente del Kinzig.

## Enlaces
- Wikimedia Commons alberga una categoría multimedia sobre Fischerbach.
- Sitio web de Fischerbach

- Datos: Q248127
- Multimedia: Fischerbach / Q248127